# Phytomyza picridocecis
Phytomyza picridocecis är en tvåvingeart som beskrevs av Erich Martin Hering 1957. Phytomyza picridocecis ingår i släktet Phytomyza och familjen minerarflugor.
Artens utbredningsområde är Tyskland. Inga underarter finns listade i Catalogue of Life.